# Scinax granulatus
Scinax granulatus és una espècie de granota que es troba a l'Argentina, el Brasil, el Paraguai i l'Uruguai.